# Antoni Prevosti i Pelegrín
Antoni Prevosti i Pelegrín (Barcelona, 1919 - Barcelona, 1 de setembre de 2011) fou un genetista català, especialista en genètica evolutiva i genètica de poblacions.
El 1942 es llicencià en Ciències naturals a la Universitat de Barcelona, on es doctorà el 1948. De 1948 a 1949 va aprendre tècniques genètiques fonamentals de la drosòfila a l'Institut Italià d'Hidrobiologia de la Universitat de Roma La Sapienza, i de 1953 a 1953 va treballar a l'Institute of Animal Genetics de la Universitat d'Edimburg, on analitzà la variabilitat genètica de la drosòfila en poblacions naturals i de laboratori. Se'l considera introductor a Espanya de la genètica de poblacions naturals, en la línia iniciada per Theodosius Dobzhansky als Estats Units.
Ha estat vinculat a la Universitat de Barcelona com a professor de biologia general i d'antropologia (1943-51), com a professor de genètica (1955-86), i com a catedràtic de genètica (1963-86). Ací estudià les variacions estructurals cromosòmiques de la drosòfila i s'especialitzà en el  polimorfisme cromosòmic per inversions de Drosophila subobscura, i des del 1981, la seva colonització a Amèrica.
També ha estat professor d'investigació supernumerari al Centre de Genètica Animal i Humana de Barcelona del Consell Superior d'Investigacions Científiques. Fou responsable de l'àrea de biologia general de la Gran Enciclopèdia Catalana. És membre de l'Institut d'Estudis Catalans des de 1978, membre supernumerari de la Reial Acadèmia de Medicina de Catalunya i des de 1972 de la Reial Acadèmia de Ciències i Arts de Barcelona.
El 1989 va rebre la Medalla Narcís Monturiol al mèrit científic i tecnològic de la Generalitat de Catalunya i el 1994 la Medalla d'Or de la Ciutat de Barcelona.
Morí l'1 de setembre de 2011 a Barcelona, als noranta-dos anys. El funeral se celebrà l'endemà, dia 2 de setembre, a dos quarts de dues de la tarda, al tanatori de Sant Gervasi, a Barcelona.

## Obres
- Geographical Variability in Quantitative Traits in Populations of 'Drosophila subobscura' (1955)
- Inversion Heterozygosity and Selection for Wing Length in 'Drosophila subobscura' (a "Genetical Research", 1967)
- El concepte de naturalesa humana davant la ciència (1977), Jornades Catalanes del M.I.I.C
- Distances Between Populations of 'Drosophila subobscura' Based on Chromosome Arrangement Frequencies (en col·laboració amb J.Ocaña i G.Alonso, a "T.A.G.", 1945)
- The Colonization of 'Drosophila subobscura' in Chile II. Clines in the Chromosomal Arrangements (en col·laboració, a "Evolution", 1985).